# The Tortured Poets Department
The Tortured Poets Department (zapis stylizowany: THE TORTURED POETS DEPARTMENT) – jedenasty album studyjny amerykańskiej piosenkarki i autorki tekstów Taylor Swift. Wydany 19 kwietnia 2024 roku, nakładem Republic Records, został napisany i wyprodukowany przez Swift, Jacka Antonoffa i Aarona Dessnera. Swift ogłosiła jego wydanie podczas 66. ceremonii rozdania nagród Grammy 4 lutego 2024 r., po zdobyciu nagrody dla najlepszego popowego albumu wokalnego za swój dziesiąty album studyjny Midnights (2022).
Swift stworzyła The Tortured Poets Department wkrótce po zakończeniu pracy nad Midnights i kontynuowała jego rozwój podczas The Eras Tour (2023–2024), jej trwającej szóstej trasy koncertowej. Album, którą sama określiła mianem „liny ratunkowej”, była postrzegana przez Swift jako kulminacja imperatywnego pisania piosenek. Jest to album podwójny, którego druga część, z podtytułem The Anthology, została wydana niespodziewanie dwie godziny po pierwszej, przez co całość składa się z 31 piosenek. Post Malone pojawia się w utworze otwierającym „Fortnight”, który został wydany jako główny singiel, a w utworze „Florida!!!” pojawia się Florence and the Machine.
Jest to synth-popowy album w stylistyce rockowej i folkowej, którego produkcja w średnim tempie opiera się na syntezatorach i automatach perkusyjnych oraz żywych instrumentach, takich jak fortepian i gitara. Jego tematyka bada psychikę Swift, bada jej życie publiczne i prywatne, łącząc smutek i humor w samoświadomym podejściu. Wielu krytyków pochwaliło emocjonalne pisanie piosenek Swift w The Tortured Poets Department za katharsis i dowcip, ale niektórzy sugerowali, że brakowało im zwięzłości i głębi jej wcześniejszych dzieł. Produkcja spolaryzowała krytyków, którzy uznali ją za albo gustowną, albo niezbyt odkrywczą.
Album pobił szereg rekordów komercyjnych w różnych krajach. Na całym świecie album uzyskał najwyższą liczbę jednodniowych odtworzeń na platformie streamingowej Spotify. W Stanach Zjednoczonych The Tortured Poets Department sprzedał w ciągu tygodnia więcej winylowych płyt LP niż jakikolwiek inny album w erze SoundScan.
W Polsce nagrania uzyskały certyfikat platynowej płyty.

## Odbiór

### Zestawienia (2024)
| Tytuł                                         | Autor               | Pozycja |
| --------------------------------------------- | ------------------- | ------- |
| 50 najlepszych albumów 2024                   | Billboard           | 8       |
| Najlepsze albumy 2024                         | Busines Insider     | 5       |
| Najlepsze albumy 2024                         | The Independent     | 19      |
| 20 najlepszych albumów 2024                   | Los Angeles Times   | 2       |
| Najlepsze albumy 2024 według Jona Caramanica  | The New York Times  | 16      |
| 10 najlepszych albumów 2024                   | People              | 4       |
| 100 najlepszych albumów 2024                  | Rolling Stone       | 23      |
| 10 najlepszych albumów 2024                   | The Daily Telegraph | 4       |
| 25 najlepszych albumów 2024                   | The Times           | 10      |
| Najlepsze albumy 2024 według Chrisa Willmansa | Variety             | 1       |

## Lista utworów

### The Tortured Poets Department
Zestawienie według źródła:
| 1.  | Fortnight (Feat. – Post Malone)             | 3:48    |
|     |                                             |         |
| 2.  | The Tortured Poets Department               | 4:53    |
|     |                                             |         |
| 3.  | My Boy Only Breaks His Favorite Toys        | 3:23    |
|     |                                             |         |
| 4.  | Down Bad                                    | 4:21    |
|     |                                             |         |
| 5.  | So Long, London                             | 4:22    |
|     |                                             |         |
| 6.  | But Daddy I Love Him                        | 5:40    |
|     |                                             |         |
| 7.  | Fresh Out The Slammer                       | 3:30    |
|     |                                             |         |
| 8.  | Florida!!! (Feat. – Florence + The Machine) | 3:35    |
|     |                                             |         |
| 9.  | Guilty As Sin?                              | 4:14    |
|     |                                             |         |
| 10. | Who’s Afraid Of Little Old Me?              | 5:34    |
|     |                                             |         |
| 11. | I Can Fix Him (No Really I Can)             | 2:36    |
|     |                                             |         |
| 12. | loml                                        | 4:37    |
|     |                                             |         |
| 13. | I Can Do It With A Broken Heart             | 3:38    |
|     |                                             |         |
| 14. | The Smallest Man Who Ever Lived             | 4:05    |
|     |                                             |         |
| 15. | The Alchemy                                 | 3:16    |
|     |                                             |         |
| 16. | Clara Bow                                   | 3:36    |
|     | Bonus Track                                 |         |
| 17. | The Manuscript                              | 3:44    |
|     |                                             |         |
|     |                                             | 1:08:52 |
|     |                                             |         |

### The Tortured Poets Department: The Anthology
Zestawienie według źródła:
| Nr  | Tytuł utworu                                  | Autorzy                                    | Długość |
| --- | --------------------------------------------- | ------------------------------------------ | ------- |
| 1.  | „Fortnight (Feat. – Post Malone)”             | Austin Post, Jack Antonoff, Taylor Swift   | 3:48    |
| 2.  | „The Tortured Poets Department”               | Jack Antonoff, Taylor Swift                | 4:53    |
| 3.  | „My Boy Only Breaks His Favorite Toys”        | Taylor Swift                               | 3:23    |
| 4.  | „Down Bad”                                    | Jack Antonoff, Taylor Swift                | 4:21    |
| 5.  | „So Long, London”                             | Aaron Dessner, Taylor Swift                | 4:22    |
| 6.  | „But Daddy I Love Him”                        | Aaron Dessner, Taylor Swift                | 5:40    |
| 7.  | „Fresh Out The Slammer”                       | Jack Antonoff, Taylor Swift                | 3:30    |
| 8.  | „Florida!!! (Feat. – Florence + The Machine)” | Florence Welch, Taylor Swift               | 3:35    |
| 9.  | „Guilty As Sin?”                              | Jack Antonoff, Taylor Swift                | 4:14    |
| 10. | „Who’s Afraid Of Little Old Me?”              | Taylor Swift                               | 5:34    |
| 11. | „I Can Fix Him (No Really I Can)”             | Jack Antonoff, Taylor Swift                | 2:36    |
| 12. | „Loml”                                        | Aaron Dessner, Taylor Swift                | 4:37    |
| 13. | „I Can Do It With A Broken Heart”             | Jack Antonoff, Taylor Swift                | 3:38    |
| 14. | „The Smallest Man Who Ever Lived”             | Aaron Dessner, Taylor Swift                | 4:05    |
| 15. | „The Alchemy”                                 | Jack Antonoff, Taylor Swift                | 3:16    |
| 16. | „Clara Bow”                                   | Aaron Dessner, Taylor Swift                | 3:36    |
| 17. | „The Black Dog”                               | Taylor Swift                               | 3:58    |
| 18. | „Imgonnagetyouback”                           | Jack Antonoff, Taylor Swift                | 3:42    |
| 19. | „The Albatross”                               | Aaron Dessner, Taylor Swift                | 3:03    |
| 20. | „Chloe Or Sam Or Sophia Or Marcus”            | Aaron Dessner, Taylor Swift                | 3:33    |
| 21. | „How Did It End?”                             | Aaron Dessner, Taylor Swift                | 3:58    |
| 22. | „So High School”                              | Aaron Dessner, Taylor Swift                | 3:48    |
| 23. | „I Hate It Here”                              | Aaron Dessner, Taylor Swift                | 4:03    |
| 24. | „Thank You Aimee”                             | Aaron Dessner, Taylor Swift                | 4:23    |
| 25. | „I Look In People’s Windows”                  | Jack Antonoff, Patrik Berger, Taylor Swift | 2:11    |
| 26. | „The Prophecy”                                | Aaron Dessner, Taylor Swift                | 4:09    |
| 27. | „Cassandra”                                   | Aaron Dessner, Taylor Swift                | 4:00    |
| 28. | „Peter”                                       | Taylor Swift                               | 4:43    |
| 29. | „The Bolter”                                  | Aaron Dessner, Taylor Swift                | 3:58    |
| 30. | „Robin”                                       | Aaron Dessner, Taylor Swift                | 4:00    |
| 31. | „The Manuscript”                              | Taylor Swift                               | 3:44    |
|     |                                               |                                            | 2:02:21 |

## Listy tygodniowe
| Kraj              | Lista                      | Pozycja |
| ----------------- | -------------------------- | ------- |
| Australia         | Australian Charts          | 1       |
| Austria           | Ö3 Austria Top 40          | 1       |
| Belgia            | Ultratop (Flandria)        | 1       |
| Belgia            | Ultratop (Walonia)         | 1       |
| Dania             | Danish Charts              | 1       |
| Finlandia         | Suomen virallinen lista    | 2       |
| Francja           | Les Charts                 | 1       |
| Grecja            | Official IFPI Charts       | 1       |
| Hiszpania         | Spanish Charts             | 1       |
| Holandia          | Dutch Album Top 100        | 1       |
| Irlandia          | Irish Albums Chart         | 1       |
| Japonia           | Oricon Albums Chart        | 4       |
| Japonia           | Billboard Japan            | 5       |
| Kanada            | Billboard Canadian Albums  | 1       |
| Niemcy            | Offizielle Deutsche Charts | 1       |
| Norwegia          | VG-lista                   | 2       |
| Nowa Zelandia     | New Zealand Charts         | 1       |
| Polska            | OLiS – albumy              | 1       |
| Portugalia        | Portuguese Charts          | 1       |
| Stany Zjednoczone | Billboard 200              | 1       |
| Stany Zjednoczone | Top Album Sales            | 1       |
| Szkocja           | Scottish Albums Chart      | 1       |
| Szwajcaria        | Schweizer Hitparade        | 1       |
| Szwecja           | Swedish Charts             | 1       |
| Węgry             | Album Top 40 slágerlista   | 1       |
| Wielka Brytania   | UK Albums Chart            | 1       |
| Włochy            | Italian Charts             | 1       |

## Certyfikaty sprzedaży
- Australia (ARIA) – platynowa płyta[73]
- Austria (IFPI Austria) – złota płyta[74]
- Francja (SNEP) – platynowa płyta[75]
- Hiszpania (Promusicae) – platynowa płyta[76]
- Niemcy (BVMI) – złota płyta[77]
- Nowa Zelandia (RMNZ) – podwójna platynowa płyta[78]
- Polska (ZPAV) – platynowa płyta[79]
- Szwajcaria (IFPI Switzerland) – złota płyta[80]
- Wielka Brytania (BPI) – platynowa płyta[81]
- Włochy (FIMI) – złota płyta[82]